# Coasta Lupei, Galați
Coasta Lupei este un sat în comuna Nicorești din județul Galați, Moldova, România.
Se află la o altitudine de 149 m deasupra nivelului mării. Populația este de 451 locuitori, determinată în 1 decembrie 2021, prin recensământ, chestionar, Recesământul Populației și Locuințelor 2021.
 Acest articol despre o localitate din județul Galați este deocamdată un ciot. Puteți ajuta Wikipedia prin completarea lui.